# اتحاد جامعات العالم الإسلامي
اتحاد جامعات العالم الإسلامي هيئة تعمل في إطار المنظمة الإسلامية للتربية والعلوم والثقافة (إيسيسكو)، وهي متخصصة في دعم الجامعات وما في حكمها من مؤسسات التعليم العالي في العالم الإسلامي وتشجيع التعاون والشراكة بينها.

## التأسيس
تأسست عام 1987 م .

## الأعضاء
هذه قائمة بأسماء الدول المنضمة للاتحاد وأسماء الجامعات
أفغانستان
- جامعة كابول

أذربيجان
- جامعة باكو الحكومية

البحرين
- جامعة البحرين
- جامعة الخليج العربي

بنغلاديش
- الجامعة الإسلامية للتقنية
- جامعة بنغلاديش للهندسة والتقنية
- جامعة بنغلاديش الزراعية
- BRAC University
- جامعة دار الإحسان
- جامعة دكا
- Jahangirnagar University
- Khulna University
- الجامعة الإسلامية العالمية
- الجامعة الإسلامية ببنغلاديش
- Manarat International University
- North South University
- جامعة شاه جلال للعلوم والتكنولوجيا
- جامعة راجشاهي

البوسنة والهرسك
- جامعة سراييفو

بوركينا فاسو
- جامعة واغادوغو

بروناي دار السلام
- جامعة بروناي دار السلام

تشاد
- جامعة انجامينا

ساحل العاج
- University of Cocody

جزر القمر
- High Institute of Training and Re-Training

مصر
- جامعة الأزهر
- جامعة أسيوط
- جامعة المنيا
- جامعة قناة السويس
- جامعة حلوان
- جامعة طنطا
- جامعة الزقازيق
- جامعة القاهرة
- جامعة المنصورة
- جامعة المنوفية
- جامعة عين شمس
- جامعة الإسكندرية

غانا
- كلية الجامعة الإسلامية

جمهورية غينيا
- جامعة جمال عبد الناصر في كوناكري
- Julius Nyerere University of Kankan

أندونيسيا
- الجامعة الإسلامية الإندونيسية
- جامعة إندونيسيا
- University Swadaya Gunung Jati
- University of Ibnu Chaldun
- Nusantara Islamic of University
- Islamic University of Riau  [لغات أخرى]‏
- الجامعة المحمدية في ماغيلانغ
- Sharif Hidayatullah State Islamic University
- State Institute for Islamic Studies Sunan Gunung Djati
- جامعة باندونغ الإسلامية

الهند
- جامعة عليكرة الإسلامية
- جامعة دار الهدى الإسلامية، كيرلا
- الجامعة الملية الإسلامية
- الجامعة الإسلامية للعلوم والتقنية, كشمير

إيران
- جامعة إيران للعلوم الطبية  [لغات أخرى]‏
- جامعة آزاد الإسلامية
  - Khorasgan Branch
  - Mashhad Branch
  - Science and Research Branch
- جامعة نصير الدين الطوسي للتكنولوجياال
- جامعة بيام نور (Distance Education)
- Shahid Bahonar University of Kerman
- جامعة شريف التكنولوجية
- جامعة شيراز
- جامعة طهران
- Tarbiat Moallem University
- جامعة طهران للعلوم الطبية  [لغات أخرى]‏
- Bu-Ali Sina University
- جامعة العلامة الطباطبائي
- Gorgan University
- جامعة فردوسي مشهد
- جامعة أصفهان
- جامعة الزهراء
- جامعة أمير كبير للتكنولوجيا
- Isfahan University of Technology
- جامعة إيران للعلوم والتقنية

العراق
- جامعة البصرة
- الجامعة التكنولوجية
- جامعة الموصل
- جامعة بغداد
- جامعة القادسية
- جامعة الكوفة
- الجامعة المستنصرية
- الجامعة العراقية
- جامعة الأنبار
- جامعة بابل

الأردن
- جامعة آل البيت
- جامعة البلقاء التطبيقية
- جامعة عجلون الوطنية
- جامعة عمان الأهلية
- جامعة الحسين بن طلال
- جامعة الإسراء
- جامعة الزيتونة الأردنية
- الجامعة الأمريكية في مادبا
- جامعة العلوم التطبيقية الخاصة
- الجامعة الألمانية الأردنية
- الجامعة الهاشمية
- جامعة إربد الأهلية
- جامعة العلوم والتكنولوجيا الأردنية
- جامعة جرش
- جامعة جدارا
- جامعة مؤتة
- جامعة البتراء
- جامعة فيلادلفيا
- جامعة الأميرة سمية للتكنولوجيا
- جامعة الطفيلة التقنية
- الجامعة الأردنية
- جامعة العلوم الإسلامية العالمية
- جامعة اليرموك
- جامعة الزرقاء

كينيا
- The Islamic University in Mombassa

الكويت
- جامعة الكويت

قيرغيزستان
- International University of Kyrgyzstan

لبنان
- عبد الرحمن الأوزاعي
- جامعة بيروت العربية
- Islamic University of Lebanon
- الجامعة اللبنانية

ليبيا
- جامعة العرب الطبية
- جامعة بنغازي
- Najm Satii University of Technology
- جامعة سبها
- Al-Magharibiyah University
- College of Islamic Daawa
- جامعة المرقب
- جامعة الزاوية
- جامعة سرت

ماليزيا
- الجامعة الإسلامية العالمية (ماليزيا)
- يونيفيرسيتي العلوم في ماليزيا
- جامعة مالايا
- Universiti Utara Malaysia
- University of Technology, Malaysia
- University Malaysia Sabah
- جامعة المدينة العالمية

مالي
- جامعة مالي

المغرب
- جامعة شعيب الدكالي
- جامعة محمد الأول
- جامعة محمد الخامس أكدال
- جامعة القرويين
- جامعة محمد الخامس السويسي
- جامعة الحسن الثاني
- جامعة سيدي محمد بن عبد الله
- جامعة الأخوين في إفران
- جامعة ابن طفيل في القنيطرة (المغرب)
- جامعة القاضي عياض

موريتانيا
- جامعة نواكشوط

موزمبيق
- Eduardo Mondlane University

هولندا
- الجامعة الإسلامية في روتردام

النيجر
- الجامعة الإسلامية بالنيجر

نيجيريا
- جامعة بايرو كنو، نيجيريا
- جامعة عثمان بن فودي

فلسطين
- جامعة الأزهر (غزة)
- جامعة النجاح الوطنية
- جامعة القدس
- جامعة القدس المفتوحة
- جامعة بيرزيت
- جامعة الخليل
- الجامعة الإسلامية (غزة)

باكستان
- University of Munawwar-ul-Islam
- جامعة همدرد (باكستان)
- جامعة البنجاب
- NED University of Engineering and Technology
- جامعة القائد الأعظم
- Shah Abdul Latif University
- Sindh Agriculture University
- جامعة السند
- Shaheed Zulfikar Ali Bhutto Institute of Science & Technology
- University of Agriculture, Faisalabad
- University of Azad Jammu and Kashmir
- Bahauddin Zakariya University
- Gomal University
- الجامعة الإسلامية العالمية
- Mehran University of Engineering and Technology, Jamshoro
- Jamia Farooqia - International Islamic University[بحاجة لمصدر]

قطر
- جامعة قطر

روسيا
- الجامعة الاسلامية الروسية في كازان
- Moscow Institute of Islamic Civilization

المملكة العربية السعودية
- الجامعة الإسلامية (المدينة المنورة)
- جامعة الإمام محمد بن سعود الإسلامية
- جامعة أم القرى
- جامعة نايف العربية للعلوم الأمنية
- جامعة الملك سعود

إسبانيا
- International Islamic University of Averroes

السودان
- جامعة إفريقيا العالمية
- جامعة شندي
- جامعة السودان للعلوم والتكنولوجيا
- جامعة الجزيرة
- جامعة النيل الأزرق
- جامعة النيلين
- جامعة كردفان
- جامعة سنار
- جامعة جوبا
- جامعة الخرطوم
- جامعة وادي النيل
- جامعة الزعيم الأزهري
- جامعة أم درمان الإسلامية
- جامعة بحري

السنغال
- University of Cheikh Anta Diop - Dakar
- Gaston Berger University of Saint Louis

الصومال
- الجامعة الوطنية الصومالية
- جامعة مقديشو

سيريلانكا
- Naleemiah Islamic University

سورينام
- جامعة سورينام أنتون دو كوم

سوريا
- جامعة البعث
- جامعة دمشق
- جامعة تشرين

تايلاند
- Yala Islamic University

طاجيكستان
- Imam Abu Hanifa Islamic Institute

تونس
- جامعة الزيتونة

تركيا
- جامعة سلجوق
- Van Yüzüncü Yıl Üniversitesi
- جامعة غازي

أوغندا
- الجامعة الإسلامية في أوغندا

الإمارات العربية المتحدة
- جامعة عجمان للعلوم والتكنولوجيا
- كلية الدراسات الإسلامية والعربية
- جامعة الإمارات العربية المتحدة
- جامعة الشارقة

المملكة المتحدة
- International Colleges of Islamic Science

الولايات المتحدة
- الجامعة الإسلامية الرقمية
- جامعة قرطبة

أوزبكستان
- جامعة طشقند الإسلامية

اليمن
- جامعة حضرموت للعلوم والتكنولوجيا
- جامعة عدن
- جامعة الملكة أروى
- جامعة اليمن
- جامعة تعز
- كلية العلوم الاجتماعية والتطبيقية
- الكلية العليا للقرآن الكريم
- جامعة صنعاء
- جامعة العلوم والتكنولوجيا

## روابط خارجية
- الموقع الرسمي (بالعربية) قالب:وصلة إنكليزية